# Saphyr des Lacs
Saphyr des Lacs (né le 31 mai 2006 à Bazet) est un cheval hongre gris inscrit au stud-book du Selle français, monté par le cavalier autrichien Christian Rhomberg en saut d'obstacles.

## Histoire

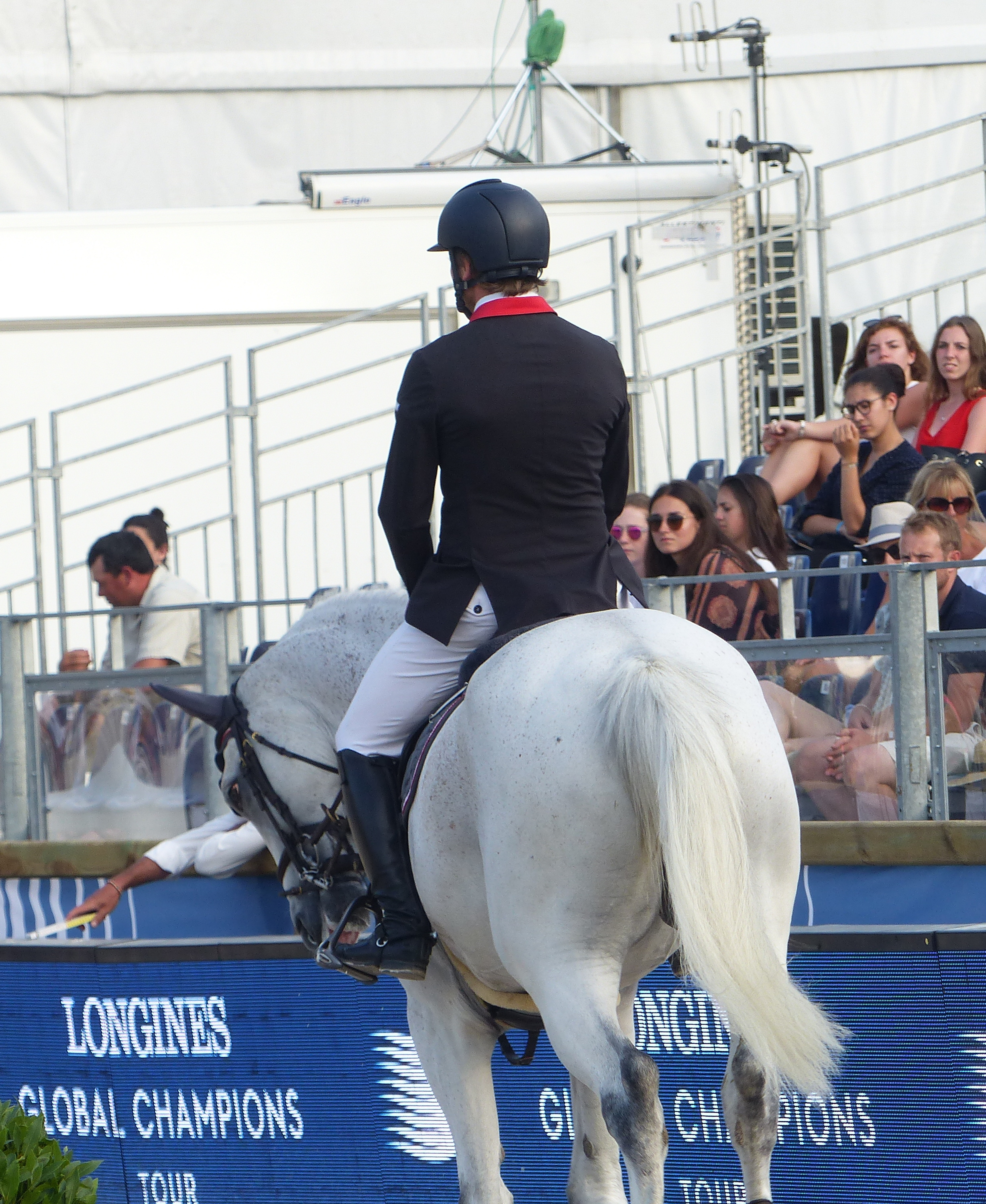
Christian Rhomberg et Saphyr des Lacs au Paris Eiffel Jumping de 2018

Né le 31 mai 2006 à Bazet dans les Hautes-Pyrénées, Saphyr provient de l'élevage des Lacs dirigé par Nicolas Gaubert et Laurence Belloc.
Il participe au cycle classique des chevaux de 6 ans en 2012 à Barbaste, monté par son éleveur Nicolas Gaubert. À partir de 7 ans, il est monté par le cavalier suisse Théo Muff, avec qui il débute en compétitions internationales. Il atteint un indice de saut d'obstacles de 160 à l'âge de 9 ans.
Confié au cavalier autrichien Christian Rhomberg par sa propriétaire et sponsor Carola Lehner, il termine à la 16e place de la finale des championnats d'Europe de saut d'obstacles de 2017 à Göteborg,, avec cinq points de pénalité, après avoir fait tomber l'oxer 7b et fait un point de temps dépassé.
Début septembre 2018, Carola Lehnet et Christian Rhomberg se séparent, ce qui empêche la participation aux Jeux équestres mondiaux de 2018 pour lesquels il était qualifié, provoque le retour de Saphyr des Lacs à l'écurie Schockemöhle, et sa mise en vente,,,. Sachant que son cheval serait vendu, Christian Rhomberg a refusé de participer à la Coupe du monde de saut d'obstacles.

## Description
Saphyr des Lacs est un cheval hongre de robe grise, inscrit au stud-book du selle français.

## Palmarès
- juillet 2017 : vainqueur du Grand Prix du CSI4* de Samorin[10],[11]
- août 2017 : 16e de la finale des championnats d'Europe de saut d'obstacles à Göteborg[3]
- avril 2018 : second du Grand Prix du CSI4* de Hagen[12],[13]
- juin 2018 : 9e du Grand Prix l'étape Global Champions Tour de Monte-Carlo[3]
- mai 2018 : 16e du Grand Prix l'étape Global Champions Tour de Hambourg[3]

## Origines
C'est un fils de l'étalon KWPN Mr. Blue, et de la jument Mayerling de l'Oir, par First Bride. Ses éleveurs avaient décidé conjointement de ce croisement.